# Śmigły Wilno
Śmigły Wilno (pełna nazwa: Wojskowy Klub Sportowy Śmigły Wilno) – polski klub wielosekcyjny z siedzibą w Wilnie, założony w 1933, rozwiązany podczas II wojny światowej. Jedną z jego sekcji była sekcja piłki nożnej.

## Historia i opis sekcji piłkarskiej

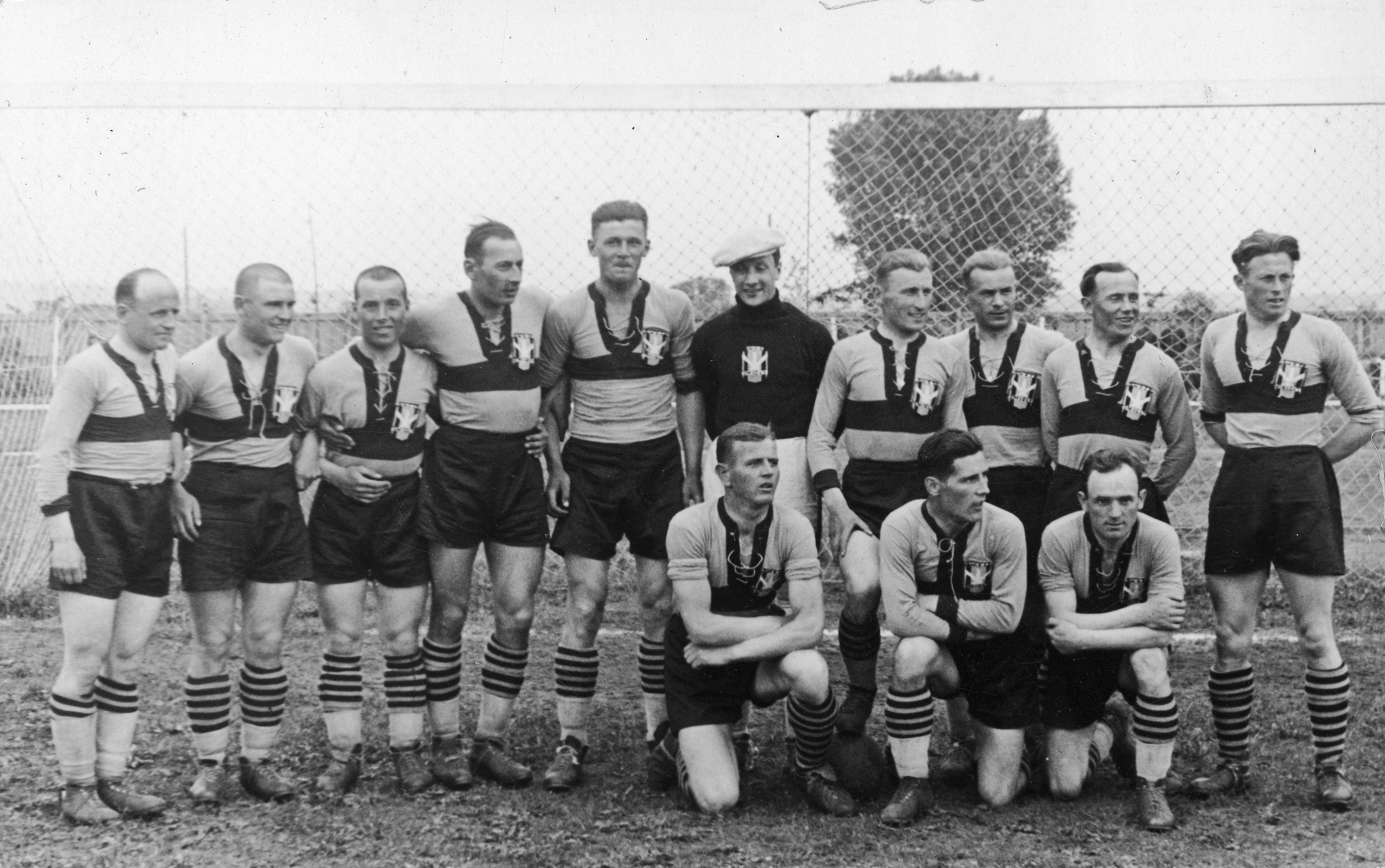
Drużyna Śmigłego w 1936 roku.

Klub został założony przez grupę oficerów Wojska Polskiego stacjonujących w garnizonie wileńskim. Powstał z połączenia WKS 6 ppLeg Wilno i WKS 1 ppLeg Wilno. Konsolidacja klubów wojskowych pod kierownictwem płk. Zdzisława Zygmunta Wendy miała na celu stworzenie silnego klubu, który awansuje do ligi. 8 kwietnia 1933 roku Śmigły Wilno rozegrał swój pierwszy mecz z drużyną z Siedlec, pokonując ją 3:1. W latach 1933–1937 drużyna wygrywała mistrzostwa klasy A Okręgu Wileńskiego i uczestniczyła w eliminacjach do I ligi. W 1933 r. w meczu finałowym baraży drużyna przegrała z Polonią Warszawa. Rok później zajęła 3 miejsce w grupie finałowej. W 1935 r. drużyna odpadła w półfinale baraży z Czarnymi Lwów, a w następnym roku zajęła 3 miejsce w grupie finałowej (awansowały dwa pierwsze zespoły). W sezonie 1936/1937 klub zajął 2 miejsce w grupie finałowej i awansował do najwyższej klasy rozgrywkowej. Pierwszy mecz w lidze Śmigły przegrał 5ː2 z Ruchem Chorzów. 24 kwietnia 1938 r. rozegrano w Wilnie pierwszy mecz w Lidze. Spotkanie z Pogonią Lwów obejrzało około 8000 widzów (oficjalna pojemność stadionu wynosiła 1500). Zespół zajął 10 miejsce w tabeli i spadł na II poziom rozgrywkowy. W kolejnym sezonie drużyna dostała się do finału baraży o awans do Ligi, przerwanego przez wybuch II wojny światowej. Śmigły zajmował wówczas 2 miejsce zapewniające awans. Wybuch wojny zakończył działalność klubu.

## Sukcesy piłkarzy
- 10. miejsce w I lidze – 1938
- 2. miejsce w grupie finałowej o awans do I ligi – 1936/1937
- Piłkarze klubu reprezentowali Wilno w półfinale Pucharu Prezydenta RP – 1937, 1939

## Stadion piłkarski
Śmigły domowe mecze rozgrywał na Stadionie 1 pp Legionów w Wilnie przy ulicy Werkowskiej, w pobliżu koszar wojskowych. Został uroczyście otwarty 6 sierpnia 1933 roku oraz nadano mu imię Józefa Piłsudskiego. Pojemność obiektu wynosiła ok. 1500 miejsc. Stadion wyposażony był w bieżnię lekkoatletyczną. Na początku XXI wieku stadion został wyburzony, a w jego miejscu postawiono bloki mieszkalne.

## Inne sekcje

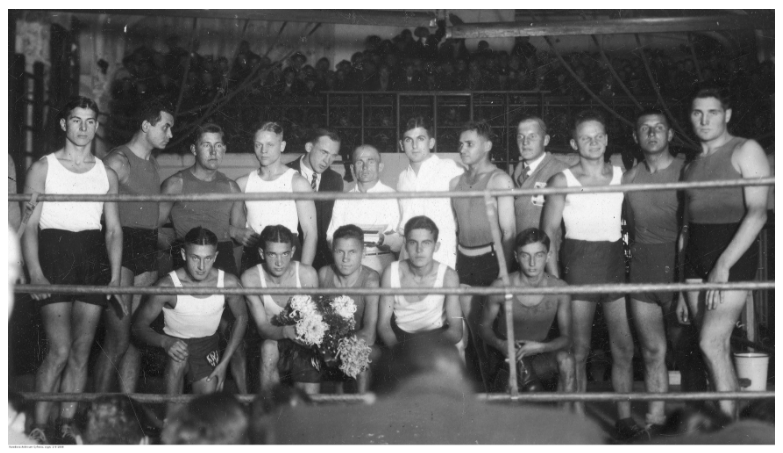
Bokserzy Śmigłego przed meczem bokserskim w 1934

W klubie działały także sekcje innych dyscyplin sportowych. Spore sukcesy osiągała sekcja wioślarska, której dwóch zawodników wystartowało na Igrzyskach Olimpijskich w Berlinie. Wielokrotnym medalistą mistrzostw Polski był zawodnik sekcji lekkoatletycznej, Jan Wieczorek. Działała też sekcja bokserska. Sekcja piłki siatkowej mężczyzn uczestniczyła w mistrzostwach Polski (1939) zajmując 6 miejsce.

## Sportowcy

### Sekcja piłkarska
Wśród zawodników klubu byli wilnianie: reprezentant Polski Longin Pawłowski, wychowanek klubu bramkarz Mieczysław Sienkiewicz. W barwach Śmigłego występowali także m.in. napastnik Tadeusz Skowroński i wilnianin bramkarz Ludwik Łoś.

### Sekcja lekkoatletyczna
Zawodnikami sekcji byli medaliści Mistrzostw Polski Leon Wojtkiewicz, Jan Wieczorek oraz Leon Kozłowski.

## Retro Liga
Od 2019 roku drużyna WKS Śmigły Wilno jest rekonstruowana przez pasjonatów historii i sportu z Warszawy w ramach rozgrywek Retro Ligi. Zawodnicy grają w pieczołowicie odtworzonych strojach i butach według zasad obowiązujących w Polsce przed 1939 rokiem. 